# Meihof Edegem

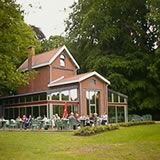
Cafetaria

Het Meihof van Edegem is een speelpark in de Belgische gemeente Edegem.
Het gemeentebestuur heeft van speelpark Meihof een recreatieve speeltuin gemaakt in het centrum van Edegem. Er is een bos, een groot skateterrein, een basketbalveld en drie petanqueterreinen. Er is een tevens een bistro waar men simpele gerechten kan eten, en een bar. Het oude gebouwtje werd gerenoveerd in een bistro met een buitenterras. Alle speeltuigen zijn vernieuwd. Er is tevens een waterspeeltuin en een avonturenspeeltuin. 
In het Meihof staan diverse monumentale bomen.